# 沙奇尔·侯赛因
沙奇尔·侯赛因（2000年4月22日—）是孟加拉一名板球运动员，2018年2月17日，他在2017-18年达卡英超联赛板球联赛兄弟联盟中首次亮相。2019年2月25日，他完成了Twenty20赛的首秀。